# حديقة صناعة التقنية الحيوية

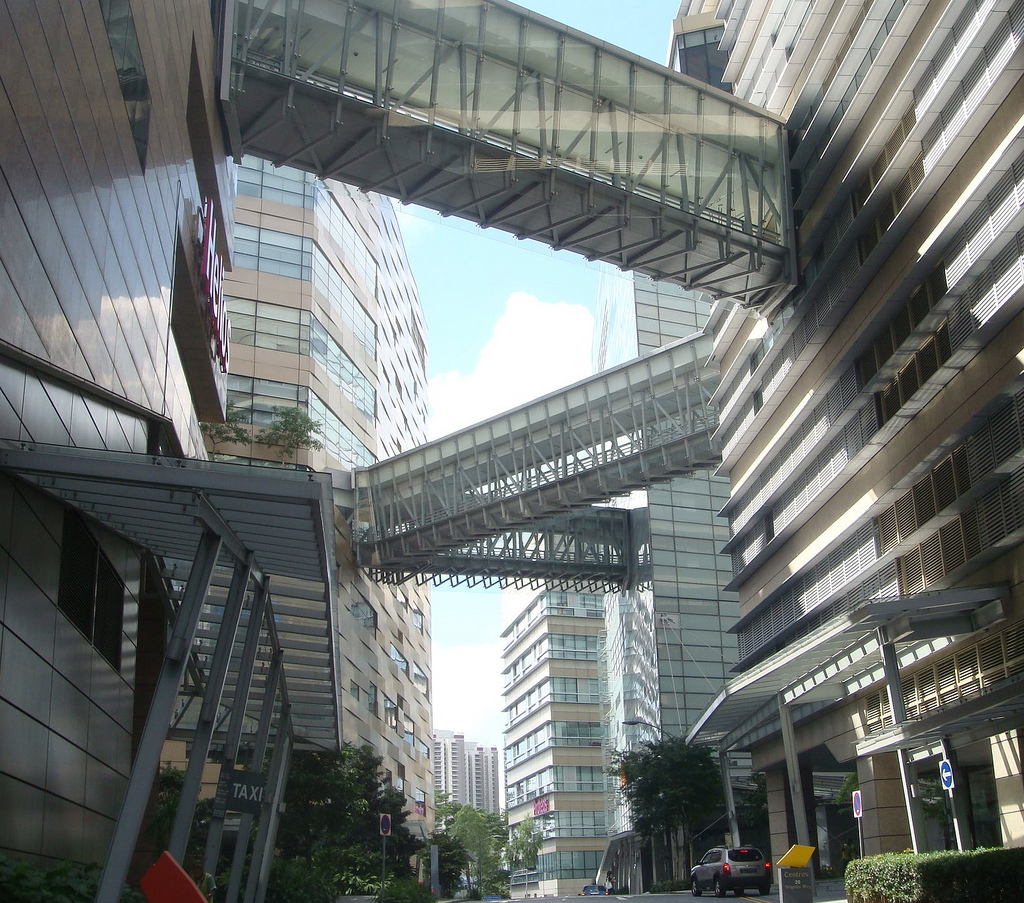

حديقة صناعة التقنية الحيوية، (وتسمى أيضا حديقة الصناعة الحيوية، ايكولوجية التجمعات الصناعية ، الحاضنات الحيوية) وهي شكل خاص من أشكال الحديقة الصناعية متخصصة في التقنية الحيوية.
هناك بعض المنظمات العالمية لصناعة التكنولوجيا الحيوية مثل:
1- منظمة تصنيع التكنولوجيا الحيوية - Bio 
وهي أكبر منظمة عالمية للتكنولوجيا الحيوية، لتعزيز تنمية وترسيخ الأعمال بالإضافة إلى خدمات الاتصالات لأكثر من 1200 عضو على مستوى العالم.
2- التكنولوجيا الحيوية - المفوضية الأوروبية
والتي تهدف إلى ايجاد التقنيات الجديدة التي ستساعد الاتحاد الأوروبي للوصول إلى أطول مدى من النمو والتوظيف.
3- AusBiotech-المنظمة الأسترالية للتقنية الحيوية
هيئة وطنية للشركات والأفراد مكرسة لتطوير وازدهار صناعة التكنولوجيا الحيوية الأسترالية.
4- رابطة الصناعات الببيولوجية - تشجيع التكنولوجيا الحيوية بالمملكة المتحدة
تشجيع وتعزيز قطاع التكنولوجيا الحيوية للاقتصاد البريطاني.
5- جمعية الصناعات البيولوجية باليابان
مكرسة لتعزيز التكنولوجيا الحيوية والعلوم الحيوية والصناعة البيولوجية في اليابان